# Nils Pipping
Nils Johan Pipping, född 14 maj 1890 i Helsingfors, död där 23 november 1982, var en finländsk matematiker. Han var bror till ekonomen Hugo E. Pipping.
Pipping blev filosofie doktor 1919. Han var 1914–1920 anställd vid astronomiska observatoriet i Helsingfors, 1921–1930 lektor i matematik och 1930–1953 professor i detta ämne vid Åbo Akademi. Pipping bidrog till den vetenskapliga litteraturen på området bland annat med en rad arbeten om talteori. 